# Rivière des Bêtes Puantes
La rivière des Bêtes Puantes est un affluent de la rive ouest de la rivière Saint-Maurice, descendant vers le sud-est dans le territoire non organisé du Lac-Normand, en Mauricie, au Québec, au Canada.
Ce secteur forestier et montagneux est populaire pour les activités récréo-touristiques et la villégiature. Aux XIXe et XXe siècles, cette rivière a été utilisée pour le transport des billes de bois par flottaison, nécessitant des activités de drave particulièrement au printemps. La surface de la rivière est généralement gelée de novembre à avril ; la glace est généralement sécuritaire de la mi-décembre jusqu'à la mi-mars pour y circuler. Néanmoins, depuis la fin du XXe siècle, le réchauffement climatique réduit la durée de la période de glace.

## Géographie
La rivière des Bêtes Puantes tire sa source à environ 305 m d'altitude dans une petite vallée à l'est du Lac Wessonneau, dans le territoire non organisé du Lac-Normand. Son bassin versant est situé au nord de celui du ruisseau Aubin lequel coule vers le sud jusqu'à la rivière Matawin. La rivière des Bêtes Puantes coule vers le sud-est entre des sommets de montagnes de 478 m du côté nord et de 521 m du côté sud.
Dans sa descente vers le sud-est, le premier segment de la rivière est de 5,9 km jusqu'à la confluence de la décharge du lac du Pin qui arrive du sud. Puis les eaux parcourent 1,4 km pour se déverser dans le lac de la Rencontre (long de 360 m) par la rive ouest, qu'il traverse sur environ 260 m. Ce lac reçoit les eaux du lac de la Mine et du lac de la Branche du nord. Puis la rivière continue sa course sur 12,5 km pour aller se déverser sur la rive ouest de la rivière Saint-Maurice, à 6,1 km en amont de l'île Matawin ou 7,7 km en amont de la confluence de la rivière Matawin.
Le trajet pour atteindre le secteur Bêtes Puantes, à partir de la route 155 : prendre le pont de la rivière Mattawin, à Trois-Rives (km 47). Immédiatement après la traverse du pont, emprunter le chemin forestier chemin des Bêtes Puantes à droite.

## Toponymie
Le toponyme se réfère aux mouffettes, désignées bêtes puantes en Amérique du Nord. Ce petit animal se caractérise par une double rayure blanche sur le dos. En cas de menace, cet animal a l'habitude de sécréter des liquides toxiques, très nocifs pour l'odorat, faisant ainsi fuir les prédateurs. Les mouffettes sont fort répandues dans l'est du Canada, notamment dans cette vallée montagneuse de la Mauricie.
Le toponyme rivière des Bêtes Puantes" a été officialisé le 5 décembre 1968 à la Banque des noms de lieux de la Commission de toponymie du Québec.